# Priča o igračkama 4
Priča o igračkama 4 (eng. Toy Story 4) je računalno-animirani film iz 2019. godine animacijskoga studija Pixar. Redatelj filma je Josh Cooley, a glasove u izvornoj inačici posudili su između ostalih i Tom Hanks i Tim Allen.

## Unutarnje poveznice
- Pixar Animation Studios
- Walt Disney Motion Pictures

## Vanjske poveznice
- Priča o igračkama 4 u internetskoj bazi filmova IMDb-a
- Film Priča o igračkama 4 na službenoj stranici Pixar-a[neaktivna poveznica]